# Peter Barrett (Segler)
Peter Jones Barrett (* 20. Februar 1935 in Madison, Wisconsin; † 17. Dezember 2000 ebenda) war ein amerikanischer Professor für Finanz- und Wirtschaftsrecht und Olympiasieger im Segeln. 

## Leben

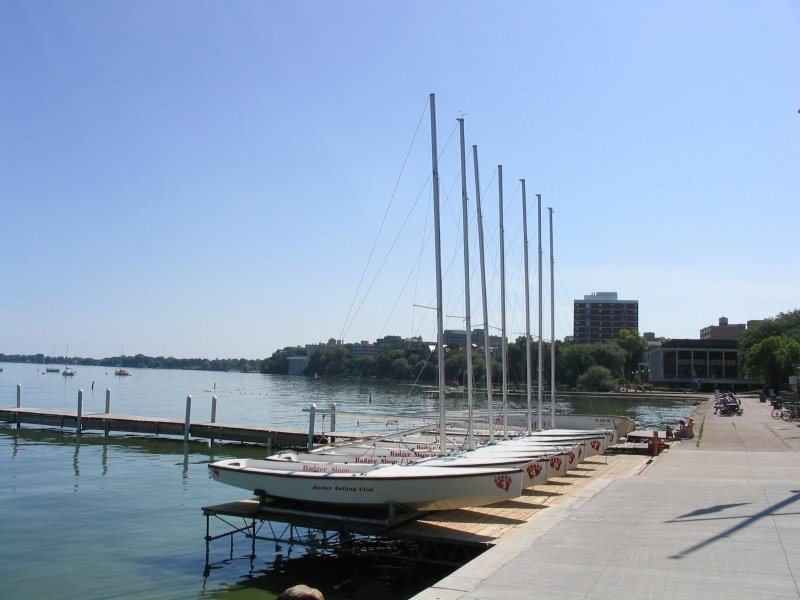
Segelboote auf dem Lake Mendota

Peter Barrett wuchs in Madison in einer sportlichen Familie auf. Sein Vater leitete und trainierte das Football-Team der East High School. Seine Mutter war Mitte der 1930er-Jahre erste Tennis-Stadtmeisterin von Madison, sowohl im Einzel wie im gemischten Doppel. Das Haus der Barretts lag dicht beim Lake Mendota, einem vorzüglichen Wassersport-Gewässer. Nach der Schulzeit besuchte Peter Barrett die Cornell University und anschließend die Law School der University of Wisconsin. Nach seinem Abschluss im Bauingenieurwesen unterrichtete er für kurze Zeit in diesem Fach, bevor er zu North Sails nach Pewaukee ging, der weltweit größten Segelmacherei. Von 1973 bis 1985 war er Vizepräsident der Firma, die sein Freund Lowell North, mit dem er 1968 die Goldmedaille gewonnen hatte, 1957 in San Diego gegründet hatte. 1985 ging er zurück an die Universität und lehrte bis 1997 als Professor Finanz- und Wirtschaftsrecht an der UW-Whitewater, einem Teil des University of Wisconsin System. Barrett starb im Jahr 2000 in seinem Heimatort Madison.

## Sportliche Erfolge und Ehrungen
International bekannt wurde Barrett vor allem durch seine sportlichen Erfolge als Segler. Er war Mitglied des Alamitos Bay Yacht Club (ABYC) in Long Beach (Kalifornien) und nahm an drei Olympischen Sommerspielen teil. Bei den Spielen 1960 im Golf von Neapel belegte er den elften Platz im Finn-Dinghi. In der gleichen Bootsklasse gewann er bei den Spielen 1964 in der Tokyo Bay die Silbermedaille. Bei den Spielen 1968 startete er in den Segelgewässern von Acapulco in der Starklasse und wurde mit seinem Segelpartner Lowell North Olympiasieger. Zu den olympischen Erfolgen gesellte sich 1970 der Titel bei den Segel-Weltmeisterschaften in der 470er Jolle. Bei den Star World Championships 1967 belegte er den zweiten Platz, 1966 war er Nordamerikameister im Finn-Dinghi und 1963 in der gleichen Klasse Sieger der Panamerikanischen Spiele in São Paulo, Brasilien.
Am 22. Juni 2007 nahm die UW-Whitewater Barrett in die Madison Sports Hall of Fame auf. Bereits 2004 hatte die Universität die Peter J. Barrett Sailing Alliance ins Leben gerufen, die Aktivitäten der UW-Whitewater und der Delevan Lake Sailing School im Segelsport bündelt. Zur Erinnerung an den Sportler vergibt die United States Sailing Association (USSA) zudem jährlich die Peter J. Barrett Sportsmanship Trophy an den US-Meister im Einhandsegeln.